# 聖職者の巣穴

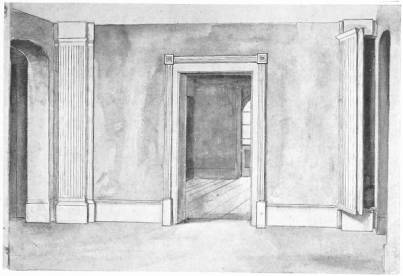
ミドルセックスのパーティングデール邸の聖職者の巣穴の入り口（右側の付け柱が隠し扉になっている）

聖職者の巣穴（せいしょくしゃのすあな、priest hole）とは、近世イギリス（イングランド）のカトリック迫害の時代において、有力なカトリック教徒の家の多くに作られていた司祭（神父）の隠れ場所（隠し部屋）である。英語をそのまま読んだプリースト・ホールとも呼ばれる。
特に女王エリザベス1世の治世下において、女王を排除しようとするカトリック教徒の陰謀がいくつか発生し、これを受けて最高刑である首吊り・内臓抉り・四つ裂きの刑を含むカトリック司祭に対する厳しい措置が取られた。このため、多くの豪邸（城やカントリー・ハウス）では、家宅の捜索を受けても司祭の存在を隠せるように聖職者の巣穴が作られていた。これらは壁の中、床下、羽目板の裏などにあり、しばしば隠蔽に成功した。
多くの巣穴は、イエズス会平修士ニコラス・オーウェンが設計したものであり、迫害された司祭たちの命を守るために彼は人生の大半をこの建設に費やした。火薬陰謀事件を受けてオーウェン自身も捕らえられ、ロンドン塔に連行のち拷問台による尋問によって命を落とした。彼は1970年に教皇パウロ6世によって殉教者として列聖された。

## 時代背景
1533年から1540年にかけて、ヘンリー8世はローマ教皇庁より、国内における宗教の実権を奪うべく行動を起こし、数十年にわたる宗教的緊張が始まった。イングランドのカトリック教徒たちは、旧教より分離し、新たに設立されたプロテスタントのイングランド国教会が支配する社会での生活を強いられた。ヘンリーの娘であるメアリー1世の時代に少し揺り戻しが起こるものの、1558年に同じくヘンリーの娘でメアリーの妹である女王エリザベス1世の時代になると、彼女は公職や教会の役職に就いた者は、教会と国家の長である君主に忠誠を誓うことを義務付ける「エリザベス朝の宗教的和解」を導入し、宗教対立の激化に対応した。イングランド国王が最高統治者であることを認めることを誓う「至上権承認の宣誓」を拒否した場合の罰則は厳しく、誓約を守らなかった場合は罰金を科せられ、再犯者には投獄や処刑の危険があった。特にイングランド人やその他プロテスタントをカトリックに改宗させた「教皇派」の司祭または信徒を発見した場合は大逆罪によって処刑（首吊り・内臓抉り・四つ裂きの刑）される法律も制定された。こうした時勢を受けて、隠れた神父を探し出し、当局に通報する司祭ハンターという職業も登場した。投獄された神父に対する拷問もあった。こうして司祭たちは拷問や処刑の脅威に晒されながらも、秘密裡に信仰を続けた。
1603年にエリザベス1世が亡くなった後も、後を継いだジェームズ1世の治世下で起こった火薬陰謀事件（1605年）を機に、神学校の神父らに対する取り締まりなど、さらに迫害は苛烈になっていった。

## 具体事例

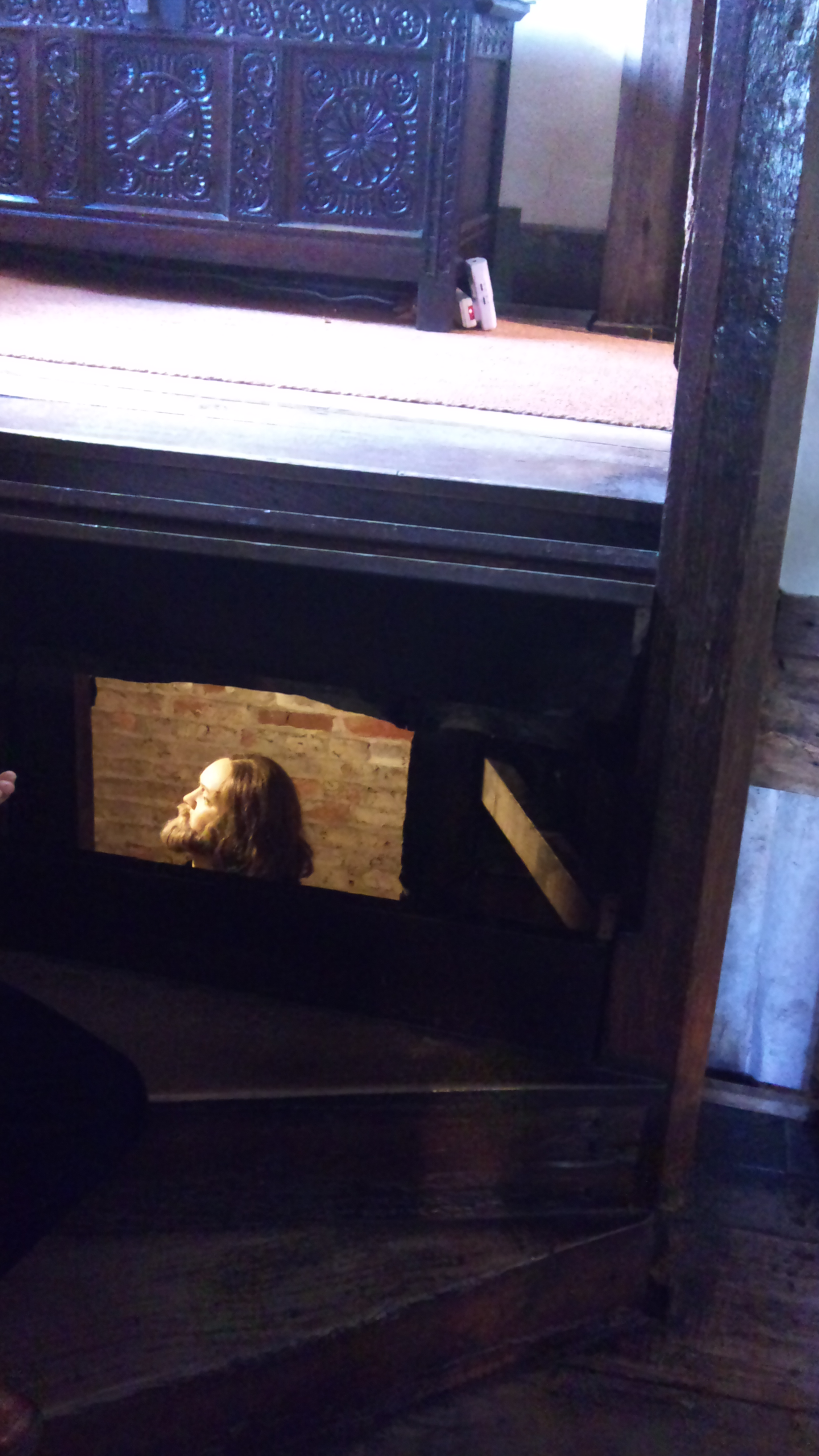
ハーヴィントン・ホールの隠し部屋の一つ。大階段の段差を利用した入り口がある。

イングランドの城や地方領主の邸宅（カントリー・ハウス）は、奇襲を受けた時の対応として、隠し部屋や隠し通路など、何らかの対策が講じられているのが一般的であった。カトリック迫害時代になるとカトリックの旧家では、さらに隠し部屋や隠れ場所を増やしていった。そこは邸内の奥まった場所や屋根裏に、居室や礼拝堂のような様式で建築されていることが多く、そこではプライバシーが守られ、安全にミサを執り行うことができた。さらにその近くに巧妙な隠し部屋があり、緊急時に司祭が潜り込めるようになっているだけではなく、祭服や聖器、祭壇などがすぐに収納して隠せるようにできていた。これが「聖職者の巣穴」と呼ばれ、暖炉や屋根裏、階段などに作られ、主に1550年代から1605年の間に建築された。

### ニコラス・オーウェン
このような隠れ場所はイエズス会の平修士ニコラス・オーウェン（1606年没）が、迫害された司祭たちの生命を守るために人生の大半を捧げて作ったといわれている。

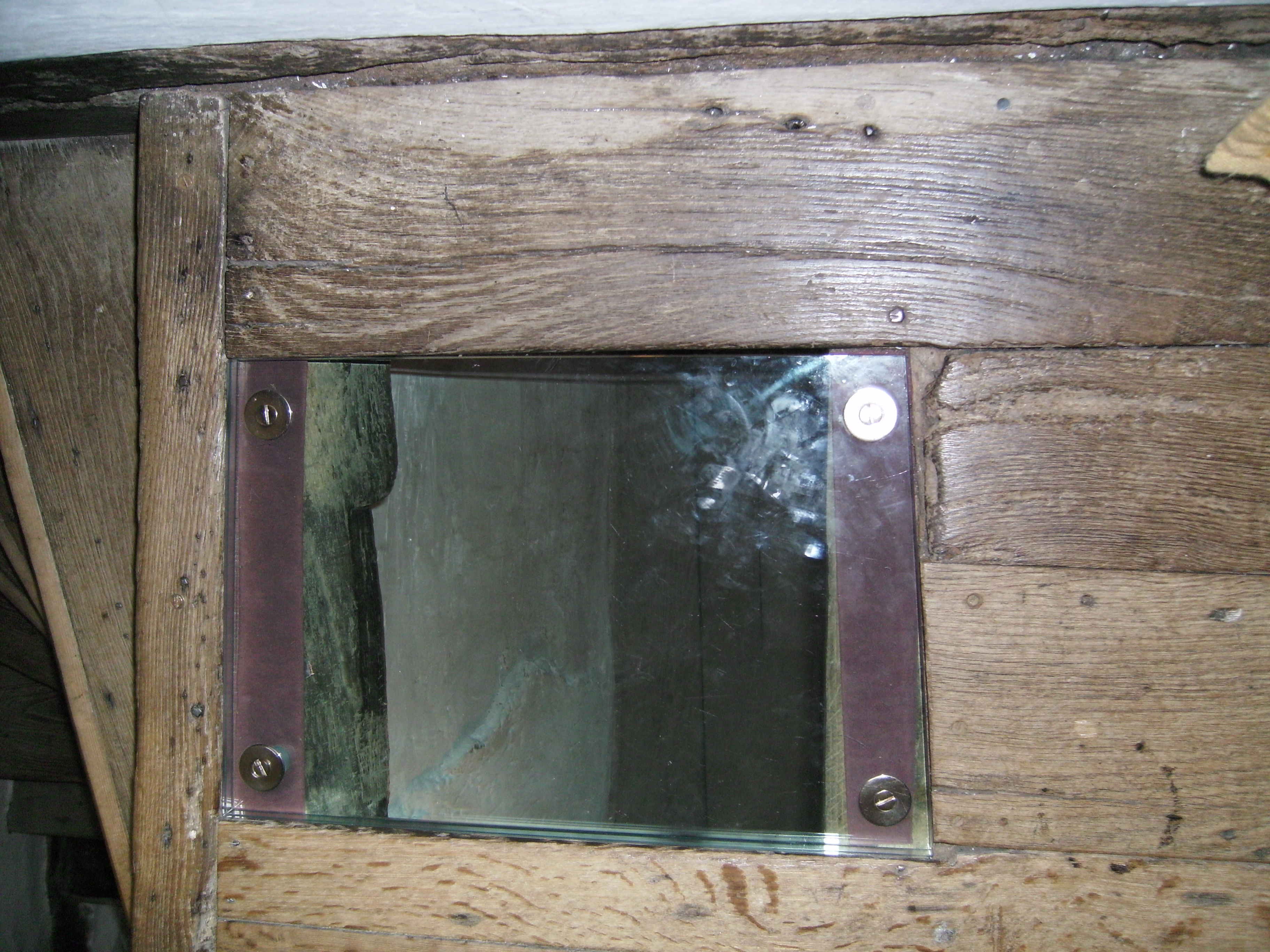
シュロップシャーのボスコベル・ハウスの2階に設けられた聖職者の巣穴

他にも煙突（煙道）から派生させる形で作ることもあれば、羽目板の後ろに設けることも気に入った方法であった。この典型例がノース・ヨークシャーにあるリプリー城である。他にケンブリッジ近郊のチェスタートン・ホールのように、水洗便所の中に組み込まれたものもある。ウスターシャーのハーヴィントン・ホールは、大階段、羽目板の裏、偽の暖炉からの出入り口を含めた、7つの聖職者の巣穴が設けられた邸宅である。
火薬陰謀事件の後、オーウェン自身もウスターシャー州ヒンドリップ・ホールで捕まり、ロンドン塔に投獄され、拷問台による尋問を受けて亡くなった。1970年、教皇パウロ6世により殉教者として列聖された。

## 成果
聖職者の巣穴の有効性は、当時の捜査記録に登場する「追跡者（司祭ハンター）」の徹底的な探索から逃れることに成功したことによって実証されてきた。
捜索隊は熟練の大工や石工を伴い、型通りの測定や打診から、実際に羽目板や床板を剥がしたり、あらゆる可能な手段を試した。諦めて帰った振りをして、隠し部屋から出てきたところを発見するという手法もあった。
神父たちは飢えや窮屈、長時間にわたってわずかな身動きもできないゆえの身体の痛みを感じ、わずかな物音も立てないように呼吸の音すらも聞こえないかと恐れていた。時には飢餓や酸素不足で命を落とすこともあった。